# Gynaephila nigripalpis
Gynaephila nigripalpis är en fjärilsart som beskrevs av George Francis Hampson 1916. Gynaephila nigripalpis ingår i släktet Gynaephila och familjen nattflyn. Inga underarter finns listade i Catalogue of Life.